# Liskovac (Gradiška)
Liskovac (en cirílico: Лисковац) es una aldea de la municipalidad de Gradiška, Republika Srpska, Bosnia y Herzegovina.

## Población
| Composición de la Población - Aldea de Liskovac | Composición de la Población - Aldea de Liskovac | Composición de la Población - Aldea de Liskovac | Composición de la Población - Aldea de Liskovac | Composición de la Población - Aldea de Liskovac |
| ----------------------------------------------- | ----------------------------------------------- | ----------------------------------------------- | ----------------------------------------------- | ----------------------------------------------- |
|                                                 | 2013                                            | 1991                                            | 1981                                            | 1971                                            |
| Total                                           | 1.147                                           | 1 467 (100,0%)                                  | 1 299 (100,0%)                                  | 955 (100,0%)                                    |
| Varones                                         | 576                                             | -                                               | -                                               | -                                               |
| Mujeres                                         | 571                                             | -                                               | -                                               | -                                               |
| Bosniacos                                       | 447                                             | 1 069 (72,87%)                                  | 793 (61,05%)                                    | 748 (78,32%)                                    |
| Serbios                                         | 674                                             | 312 (21,27%)                                    | 245 (18,86%)                                    | 174 (18,22%)                                    |
| Croatas                                         | 7                                               | 17 (1,159%)                                     | 7 (0,539%)                                      | 17 (1,780%)                                     |
| Bosnio                                          | -                                               | -                                               | -                                               | -                                               |
| Musulmanes                                      | 7                                               | -                                               | -                                               | -                                               |
| Gitanos                                         | -                                               | -                                               | -                                               | -                                               |
| Bosnio Herzegovino                              | -                                               | -                                               | -                                               | -                                               |
| Macedonios                                      | -                                               | -                                               | -                                               | -                                               |
| Albaneses                                       | -                                               | -                                               | 1 (0,08%)                                       | -                                               |
| Yugoslavos                                      | 1                                               | 44 (2,999%)                                     | 221 (17,01%)                                    | -                                               |
| Ukranianos                                      | 6                                               | -                                               | -                                               | -                                               |
| Montenegrinos                                   | 5                                               | -                                               | 2 (0,154%)                                      | 3 (0,314%)                                      |
| Eslovenos                                       | -                                               | -                                               | -                                               | -                                               |
| Ortodoxos                                       | -                                               | -                                               | -                                               | -                                               |
| Otros                                           | 1                                               | 25 (1,704%)                                     | 30 (2,309%)                                     | 13 (1,361%)                                     |
| Sin declarar                                    | 4                                               | -                                               | -                                               | -                                               |
| Desconocidos                                    | 1                                               | -                                               | -                                               | -                                               |